# Железьники (Нижньосілезьке воєводство)
Железьники (пол. Żeleźniki, нім. Eisenhammer) — село в Польщі, у гміні Крошниці Мілицького повіту Нижньосілезького воєводства.
Населення — 164 особи (2011).
У 1975-1998 роках село належало до Вроцлавського воєводства.

## Демографія
Демографічна структура станом на 31 березня 2011 року:
|          | Загалом | Допрацездатний вік | Працездатний вік | Постпрацездатний вік |
| -------- | ------- | ------------------ | ---------------- | -------------------- |
| Чоловіки | 84      | 18                 | 61               | 5                    |
| Жінки    | 80      | 15                 | 47               | 18                   |
| Разом    | 164     | 33                 | 108              | 23                   |